# Человек в высоком замке
«Человек в высоком замке», в других переводах «Затворник из горной твердыни» и «Человек из высокого замка» (англ. The Man in the High Castle) — научно-фантастический роман американского писателя-фантаста Филипа К. Дика, опубликованный в октябре 1962 года издательством Putnam. Принадлежит к жанру альтернативной истории. В 1963 году книга была удостоена премии «Хьюго» за лучший роман года. Роман стал первым произведением в этом жанре, получившим столь престижную награду, что привлекло значительный интерес к творчеству Дика в частности и альтернативно-историческому направлению фантастики в целом.

## Сюжет
Действие происходит на территории бывших США в 1962 году, пятнадцать лет спустя после победы стран оси во Второй мировой войне и капитуляции США перед Германией и Японией.

### Предыстория
Точкой расхождения романа с реальной историей стало убийство президента США Франклина Рузвельта. После этого пост президента занял тогдашний вице-президент Джон Гарнер, а вскоре его сменил Джон Брикер. И тот, и другой оказались неспособны заставить Америку воспрять после Великой депрессии, и оба проводили политику изоляционизма даже перед лицом надвигающейся войны. Следуя этой политике и по причине собственной экономической слабости, США не поддержали Англию и других союзников в войне с Германией и странами Оси, что привело к поражению союзных войск. СССР был оккупирован ещё в 1941 году, большинство славянских народов было уничтожено, немногие оставшиеся — помещены в резервации.
Тихоокеанский флот США был окончательно уничтожен японцами во время атаки в Перл-Харборе. Австралия, Новая Зеландия, Океания, Гавайи, оставшиеся часть Китая, Монголия, Аляска и Дальний Восток СССР оказались под японской оккупацией.
В 1947 году США подписали капитуляцию. Восточное побережье отошло Германии, а западные штаты — Японии. Южные Соединённые Штаты образовали квазинезависимое государство под управлением марионеточного правительства (подобно французскому правительству Виши в реальной истории). Штаты Скалистых гор и бо́льшая часть Среднего Запада сохранили независимость из-за того, что победители сочли их маловажными (однако, всё же вошли в сферу влияния Японии).
После капитуляции лидеры и военачальники антигитлеровской коалиции были преданы суду за военные преступления (ковровые бомбардировки немецких городов и т. п.) по аналогии с Нюрнбергским процессом в реальной истории.

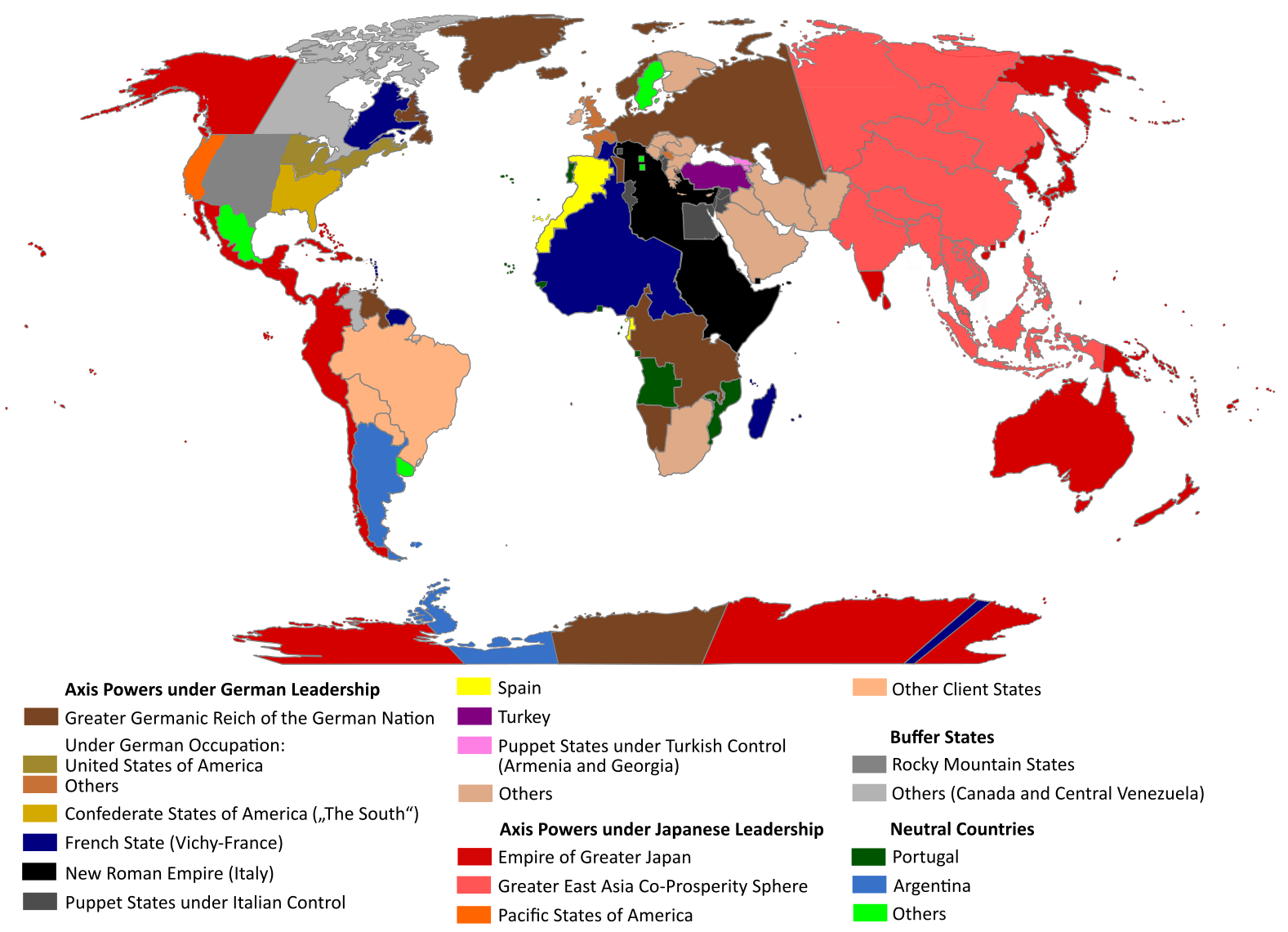
Карта мира в романе

После того, как Гитлер в результате сифилиса мозга отошёл от власти, его место занял Мартин Борман (в ходе действия романа он умирает, и за пост главы соперничают Геббельс и Гейдрих). Германия превратилась в колониальную империю и продолжила политику уничтожения «неполноценных народов». Африка была опустошена полностью.
Программа исследований в области ракетной техники была продолжена в послевоенное время, и к моменту действия романа Германия располагает действующей системой межконтинентального ракетного транспорта. Начато исследование космоса, запущены космические корабли к Луне, Марсу и Венере. В то же время развитие телевидения только начинается. О первом увиденном им телевизоре один из героев рассказывает как о невероятной диковине.
Японская империя распространила свою власть на Азию и страны тихоокеанского региона. В целом, установленный на оккупированных территориях режим можно назвать более мягким — японцы не разделяли германской политики геноцида.
Между Германией и Японией установилось довольно зыбкое равновесие, все их отношения пронизывает недоверие — по аналогии с отношениями, установившимися после войны между СССР и союзниками по антигитлеровской коалиции.

### Персонажи
Сюжет книги нелинеен, он следует за своими персонажами. Между персонажами множество связей, иногда прямых, иногда нет, иногда они с трудом ощутимы. Некоторые из главных героев используют для руководства своей жизнью Книгу Перемен — И цзин.
- Нобусукэ Тагоми — торговый атташе в японском представительстве в Сан-Франциско.
- Фрэнк Фринк (при рождении Финк) — работник компании «Уиндэм-Мэтсон», специализирующейся на репродукции (фактически подделке) предметов американской старины. Он еврей, но скрывает своё происхождение, опасаясь ареста и казни.
- Джулиана Крейн — бывшая жена Фрэнка, инструктор по дзюдо.
- Готорн Эбендсен — писатель, автор фантастического романа «И наестся саранча» («The Grasshopper Lies Heavy»), в котором Германия и Япония проиграли войну.

Другие герои Книгой Перемен не пользуются.
- Роберт Чилдэн — владелец «Художественных промыслов Америки», магазина по продаже американского антиквариата коллекционерам, в большинстве своём японцам. Имея дело с японскими покупателями, Чилдэн во многом перенял японские манеры и даже стал мыслить сходным с ними образом. Антисемит, одобряет политику Рейха по уничтожению «низших народов». Одним из лучших покупателей Чилдэна является Тагоми, часто приобретавший у него вещи как для своей коллекции, так и для подарков (или взяток).
- Джо Чинаделла — швейцарец, выдающий себя за итальянца. Бывший боец немецкого специального подразделения «Бранденбург-800», ныне убийца на службе германских силовых структур.
- Рудольф Вегенер, он же «Мистер Бэйнс» — офицер абвера, едущий к Тагоми, который должен свести его с представителем японских правящих кругов.

### Сюжетные линии
В романе нет центральной и второстепенных линий, все они равнозначны и пересекаются друг с другом. Всего шесть сюжетных линий романа.
- В Сан-Франциско под личиной шведского торговца Бэйнса приезжает Рудольф Вегенер. Там он должен встретиться с Тагоми, а тот должен свести его с мистером Ятабэ, прибывшим из Японии. Мистер Ятабэ — на самом деле генерал Тэдэки, бывший начальник имперского Генерального штаба. Основная миссия Вегенера — предупредить японцев, что у фракции германского правительства, возглавляемой Йозефом Геббельсом, имеется план под названием «Одуванчик» («Operation Löwenzahn»), основной целью которого является массированный ядерный удар по Японии. Также в намерения Вегенера входит убедить Японию поддержать шефа СД Рейнхарда Гейдриха в борьбе против Геббельса.
- Фрэнк Фринк и его друг Эд МакКарти начинают свой бизнес по производству бижутерии. Их работы производят странный эффект на американцев и японцев, видящих их. Фрэнк пытается саботировать бизнес «Уиндэм-Мэтсон», рассказав Чилдэну, что всё, что тот у них покупал, — подделки. После этого Уиндэм-Мэтсон сообщает полиции, что Фрэнк — еврей, и его арестовывают для выдачи немцам.
- Тагоми не в силах избавиться от мыслей о вещах, происходящих вокруг него, и находит спасение в действиях. Сперва он вступает в схватку (пустив в ход «подлинный револьвер времён Гражданской войны в США», приобретённый им у Чилдэна) с германскими агентами, прибывшими убить Вегенера, и убивает их. Затем отказывает немцам в депортации Фрэнка Фринка. При этом Тагоми никогда не встречался с Фринком и даже не знает, что именно он автор ювелирного изделия, глубоко впечатлившего Тагоми. Будучи правоверным буддистом, Тагоми глубоко переживает, что ему пришлось преднамеренно лишить жизни двух человек, что приводит его к сердечному приступу.
- Джулиана, бывшая жена Фрэнка Фринка, живущая в Колорадо, заводит роман с Джо Чинаделлой — итальянским ветераном войны, водителем грузовика. Джо рассказывает ей о книге Абендсена и подводит к мысли о встрече с автором. Они вместе отправляются в поездку, но вскоре Джулиана узнаёт, что Джо — убийца, посланный немецкими спецслужбами устранить Абендсена. Её попытка сбежать терпит неудачу. Находясь не в себе, Джулиана собирается наложить на себя руки и внезапно наносит рану Джо припасённым для самоубийства лезвием и оставляет его умирать в номере. В конце повествования она встречается с Абендсеном и убеждает рассказать правду о том, как и почему он написал свою книгу.
- Роберт Чилдэн пытается сохранить честь и достоинство, обслуживая оккупантов, к которым испытывает противоречивые чувства — уважает и ненавидит попеременно. По ходу действия он раскрывает масштабную кампанию производства фальшивых предметов американской старины и в конечном счёте приходит к гордости за свою национальную культуру.

## «И наестся саранча»
Некоторые герои «Человека в высоком замке» читают популярный роман «И наестся саранча» («The Grasshopper Lies Heavy») — роман внутри романа. Название — парафраз английского перевода слов из Библии (Екк. 12:5) «the grasshopper shall be a burden» с тем же смыслом. Автор Готорн Абендсен описывает альтернативную историю, где Германия и её союзники потерпели поражение в войне. Несмотря на то, что события описываемые в романе ближе к «нашей» реальной истории, полностью они с ней не совпадают и реализуется третий сценарий. Роман запрещён в Германии и на оккупированных ею территориях, но в Японии и её колониях продаётся свободно.
В романе Абендсена в 1933 году террорист Дзангара промахивается и Рузвельт уцелел после покушения, но отказался идти на третий срок в 1940 году. Президентом стал Рексфорд Тагуэлл. Он спас Тихоокеанский флот США, выведя его из Перл-Харбора и, тем самым, обеспечил США победу на море. Великобритания же предстаёт могущественным в индустриальном и военном отношении государством, проделавшим бо́льшую часть работы в войне. Как и в реальной истории, англичане одержали победу над Роммелем в Северной Африке, но в мире «Саранчи» они двинулись через Турцию на территорию СССР, где, соединившись с остатками советских армий, одержали победу в битве под Сталинградом. Италия отвернулась от Германии. В конце войны британские танки штурмовали Берлин, копируются действия советской армии в реальной истории.
После войны Черчилль всё ещё правит Великобританией. Чан Кайши, победив Мао Цзэдуна в гражданской войне, возглавил Китай и установил тесные торговые и политические связи с США.
Таким образом, две супердержавы (как и в реальной истории во время холодной войны) соперничают за мировое господство. В конечном счёте Британия оказывается сильнее и становится доминирующей державой.
По слухам автор книги Готорн Абендсен живёт в хорошо защищённой крепости, его прозвище «Человек в Высоком Замке».
На русский название переводилось неверно как «Саранча садится тучей» и «Из дыма вышла саранча», связываясь с Откровением 9:3.

## Книга Перемен
Сам Филип Дик говорил, что постоянно обращался к И Цзин, когда писал свой роман. Чтобы определить, какие гексаграммы выпадали у его персонажей при гадании, он сам гадал по И Цзин. Также он сказал, что позже он никогда так не делал, потому что из-за И Цзин роман вышел каким-то незаконченным.
И Цзин проходит путеводной нитью через весь роман. Многие персонажи гадают по ней, принимая важные решения. А Готорн Абендсен всю «Саранчу» написал, советуясь с Книгой Перемен.

## Адаптации

### Аудиокниги
В 1997 году вышла первая аудиокнига «Человек в высоком замке» с голосом Джорджа Гидалла (9,75 часов звучания).
В 2008 году компания Blackstone Audio выпустила аудиокнигу по тексту романа, начитанную Томом Вейнером (около 8,5 часов звучания).
В 2016 году вышла аудиокнига на русском языке в студии «Глагол», начитанная Дмитрием Оргиным (9,5 часов звучания).

### Телесериал
В начале 2015 года компания Amazon выпустила пилотный эпизод телесериала «Человек в высоком замке», предназначенного для показа через видеосервис Amazon Prime, а 20 ноября 2015 года были выпущены остальные девять эпизодов сериала. 16 декабря 2016 вышел 2 сезон, а 5 октября 2018 — третий. Сериал продлён на 4 сезон, который станет последним.
В России телесериал получил высокую оценку 7,3 по рейтингу КиноПоиска.